# Малайско-португальский креольский язык
Малайско-португальский креольский язык, также кристанг, папия-кристанг (Bahasa Geragau, Bahasa Serani, Kristang, Luso-Malay, Malaccan, Malaccan Creole Portuguese, Malaqueiro, Malaquenho, Malaquense, Malaquês, Malayo-Portuguese, Malaysian Creole Portuguese, Papia Cristao, Papia Kristang, Português de Malaca, Portuguese Patois, Serani) — группа близких креольских наречий, возникших в Португальской Индонезии в XVI веке. Широко употреблялись до середины XX века, в настоящее время находятся на грани исчезновения. Носителями языка были в основном смешанные португало-азиатские метисы (кристанги) католического вероисповедания. Как и показывает название, малайско-португальский язык развился как лингва-франка островов Зондского архипелага, вобрав в себя черты как автохтонного малайского языка, так и собственно португальского языка, на котором говорили прибывшие португальские конкистадоры. Получил распространение в среде моряков, торговцев и рабов самого разнообразного происхождения, для которых он стал родным. Функционировал как устно-разговорный язык. В период своего расцвета (конец XVI — начало XVII века) стал основным торговым языком бассейна Индийского океана.
Среди исследователей кристанга выделяется малайзийский учёный-лингвист и педагог Жоан Маргарет Марбек (род. 1944).

## Разновидности малайско-португальского креольского языка
Известны следующие разновидности малайско-португальского креольского языка:
- малаккское наречие (папиа-кристанг; Papiá Kristang, Cristão, Português de Malaca) — Малакка и Сингапур, 5,5 тыс., единственное сохранившееся сейчас;
- мардейкское наречие (Mardijker) — мардейки (потомки индийских рабов) в Джакарте до XIX века;
- папиа-тугу (тугу; Papiá Tugu) — деревня Тугу к северу от Джакарты, потомки португальских путешественников XVII века, вымерло в 1978 году;
- тернатское наречие (тернатеньо, португис; Portugis, Ternateño) — Молуккские острова (Амбон и Тернате) и север Сулавеси, вымерло к 1950-м годам;
- тиморское наречие (бидау) — Восточный Тимор (район Бидау) до 1960-х годов.

## Влияние на другие языки
Малайско-португальский язык оказывал заметное влияние на голландский язык Капской колонии, впоследствии трансформировавшийся в язык африкаанс. Малайские рабы, завезённые в Кейптаун голландцами, долгое время сохраняли язык, исповедуя при этом ислам. Их современные потомки называются капские малайцы, говорящие на «цветном» диалекте африкаанс. Наиболее сильное влияние малайско-португальского языка прослеживается в современном языке тетум (один из двух официальных языков республики Восточный Тимор, наряду с собственно португальским — с 2002 года), а также в языках автохтонного католического населения острова Флорес (Индонезия). Отдельные элементы малайско-португальского языка также проникли в современный малайский язык.

### Португальские заимствования в малайском языке
Португальцы управляли Малаккой с 1511 по 1641 год. Их власть на Зондских островах продлилась до 1975 года. Около 300 португальских корней проникло в малайский язык. Среди них:
- kereta (от carreta, машина);
- sekolah (от escola, школа);
- bendera (от bandeira, флаг);
- mentega (от manteiga, масло);
- keju (от queijo, сыр);
- meja (от mesa, стол);
- nenas (от ananás, ананас).